# Sackie Teah Doe
Sackie Doe (sinh ngày 8 tháng 12 năm 1988) là một cầu thủ bóng đá người Liberia trước đó thi đấu cho Barito Putera. Anh cũng là một thành viên của Đội tuyển bóng đá quốc gia Liberia.

## Danh hiệu

### Danh hiệu câu lạc bộ
Barito Putera
- Premier Division (1): 2011–12

### Danh hiệu cá nhân
- Vua phá lưới Premier Division (1): 2011–12